# Leondino Giombini
Leondino Giombini (Ancona, 30 gennaio 1975) è un ex pallavolista e allenatore di pallavolo italiano, tecnico del Sarroch, in Serie A3.
Giocava nel ruolo di schiacciatore-opposto.

## Palmarès

### Club
- Campionato italiano: 1

2013-14
- Champions League: 1

Coppa dei campioni maschile (1994-95)
- Challenge Cup: 1

Coppa CEV di pallavolo maschile (1997)
- Coppa Italia: 1

### Nazionale
- World League: 3

 1994, 1997, 1999
- Campionato europeo: 1

 1999

### Premi individuali
- 2009 - Coppa Italia di Serie A2 di pallavolo maschile 2008-2009: MVP